# Notograptidae
Famille
Genres de rang inférieur
- Notograptus

Les Notograptidae forment une famille de poissons marins de l'ordre des Perciformes représentée par un seul genre et quatre espèces.
Cette famille n'est pas reconnu par FishBase qui place Notograptus dans la famille Plesiopidae. Cette famille est reconnue par ITIS.

## Liste des genres
Selon ITIS :
- genre Notograptus Günther, 1867